# 31296 Matthewclement
31296 Matthewclement è un asteroide della fascia principale. Scoperto nel 1998, presenta un'orbita caratterizzata da un semiasse maggiore pari a 3,015758 UA e da un'eccentricità di 0,109502, inclinata di 10,021793° rispetto all'eclittica. Ha un diametro di 9,545 km.